# Tony Hawk’s Pro Skater 2
Tony Hawk’s Pro Skater 2 (сокр. THPS2) — видеоигра в жанре спортивного симулятора скейтбординга, разработанная компанией Neversoft и выпущенная Activision 19 сентября 2000 года для игровой приставки PlayStation, вторая по счёту в серии Tony Hawk. В дальнейшем игра была портирована на Nintendo 64, Dreamcast, Game Boy Advance, Mac OS и Windows. Также игра была адаптирована под Game Boy Color.
Продолжение, Tony Hawk’s Pro Skater 3, вышло в 2001 году. Ремастер игры вместе с первой частью под названием Tony Hawk’s Pro Skater 1 + 2 вышел в 2020 году.

## Игровой процесс
Геймплей претерпел небольшие изменения в сравнении с Pro Skater. Так, в режиме карьеры, за выполнение разнообразных миссий начисляется внутриигровая валюта. Игрок волен свободно распоряжаться полученными средствами, по своему усмотрению тратя их на улучшение навыков персонажа или покупку новых скейтбордов. Впервые в серии появилась возможность создать собственного персонажа («Create-a-Skater») и скейт-площадку («Park Editor»).

### Представленные скейтбордисты
В игре представлены тринадцать реально существующих профессиональных скейтбордистов, а также четыре разблокируемых оригинальных персонажа, в зависимости от версии. Кроме того, в игре появился Человек-паук благодаря лицензионному соглашению с Marvel Comics. Кроме того, в южнокорейской и других азиатских версиях появилась группа Fin.K.L.. Скейтеры, выделенные жирным шрифтом, являются новыми для серии.
- Тони Хоук
- Боб Бернквист
- Стив Кабальеро
- Карим Кэмпбелл
- Руне Глифберг
- Эрик Костон
- Баки Ласек
- Родни Маллен
- Чад Маска
- Эндрю Рейнольдс
- Джефф Роули
- Элисса Стимер
- Джейми Томас

Секретные персонажи:
- Офицер Дик
- Рядовой Каррера
- Человек-паук
- Мак Сквиб (Тони Хоук в стиле 1980-х годов)
- Минди (только в версии для Game Boy Advance)
- Трикси (только версии для Xbox/Dreamcast)

## Pro Skater 2X
Игра, выпущенная компанией Treyarch 12 ноября 2001 года для игровой приставки Xbox. Помимо уровней из первой и второй частей игры, претерпевших небольшие изменения, были добавлены 5 новых, мультиплеер с поддержкой до 4-х игроков и возможность создать персонажей женского пола.

## Саундтрек[1]
| №   | Название                                                           | Длительность |
| --- | ------------------------------------------------------------------ | ------------ |
| 1.  | «Papa Roach — Blood Brothers»                                      |              |
| 2.  | «Anthrax ft. Chuck D. of Public Enemy — Bring The Noise»           |              |
| 3.  | «Rage Against the Machine — Guerrilla Radio»                       |              |
| 4.  | «Naughty by Nature — Pin the Tail on the Donkey»                   |              |
| 5.  | «Bad Religion — You»                                               |              |
| 6.  | «Powerman 5000 — When Worlds Collide»                              |              |
| 7.  | «Millencolin — No Cigar»                                           |              |
| 8.  | «The High and Mighty ft. Mos Def & Mad Skillz — B-Boy Document 99» |              |
| 9.  | «Dub Pistols — Cyclone»                                            |              |
| 10. | «Lagwagon — May 16»                                                |              |
| 11. | «Styles of Beyond — Subculture»                                    |              |
| 12. | «Consumed — Heavy Metal Winner»                                    |              |
| 13. | «Fu Manchu — Evil Eye»                                             |              |
| 14. | «Alley Life ft. Black Planet — Out With the Old»                   |              |
| 15. | «Swingin’ Utters — Five Lessons Learned»                           |              |

## Оценки
{{Оценки игры
|GSpot = 9,9/10
|IGN = 9,6/10
|AG = 70 %
|СИ = 8,3/10
|MC = 98/100
|GR=94,75 % (PS)
94,86 % (SDC)
85,77 % ([[PCurl=https://www.gamerankings.com/pc/258826-tony-hawks-pro-skater-2/index.html%7Ctitle=Tony Hawk's Pro Skater 2 for PC|publisher=GameRankings|accessdate=2019-12-09|language=en|archive-date=2019-12-09|archive-url=https://web.archive.org/web/20191209015548/https://www.gamerankings.com/pc/258826-tony-hawks-pro-skater-2/index.html%7Cdeadlink=yes}}</ref>
89,88 % (GBA)
|MBR = 92/100
}}

## Факты
- В игре в качестве секретного и играбельного персонажа, можно открыть и поиграть за Человека-паука.